# Võ Nguyên Giáp
Vo Nguyen Giap (província de Quang Binh, 25 de agosto de 1911 – Hanói, 4 de outubro de 2013) foi um general vietnamita, fundador e comandante supremo do Exército do Povo do Vietnã e um dos mais importantes estrategistas militares do século XX, que comandou as forças do Vietnã, que derrotaram tanto o exército francês, na Batalha de Dien Bien Phu em 1954, encerrando o domínio colonial europeu no país, com a divisão entre o Vietnã do Norte e o Vietnã do Sul, quando derrotaram o Exército dos Estados Unidos na Guerra do Vietnã, logrando a reunificação do Vietnã, sob a égide do partido comunista.

## Biografia

### Juventude
Giap é o sexto de uma família de oito filhos. Seu prenome Vo significa força e Giap, armadura, um nome que, segundo seus admiradores, pressagiava seu destino.
Alguns fatos de sua juventude permanecem obscuros e outros foram fabricados para efeitos de propaganda. Segundo as fontes oficiais, seu pai era um agricultor que plantava algodão, mas fontes ocidentais asseguram que seu pai pertencia à elite mandarim. Há dúvidas até mesmo quanto ao ano de seu nascimento: 1911, como consta dos registros oficiais, ou 1912. Certo é que era fluente na língua francesa e teve oportunidade de estudar em duas importantes cidades, Hue e Hanói.
Aos 14 anos já fazia parte de organizações clandestinas que lutavam contra a ocupação francesa da Indochina, o antigo nome do Vietnam, dado por seus colonizadores. Em 1930, foi preso e condenado a três anos de prisão, mas foi solto alguns meses depois. Em 1933, foi expulso da Universidade de Hanói por se envolver em atividades subversivas. No ano seguinte, ingressou no Partido Comunista da Indochina.
A história oficial registra que Giap formou-se em Direito no ano de 1937, mas fontes ocidentais duvidam desta informação, pois dificilmente as autoridades francesas permitiriam que fosse readmitido na Universidade de onde fora expulso.

### Carreira militar
Neste mesmo ano começa a trabalhar como professor de História, mas se ocupa mais em organizar colegas e alunos para a luta revolucionária. No ano seguinte, casa-se com a tailandesa Dang Thi Quang, também uma militante comunista.

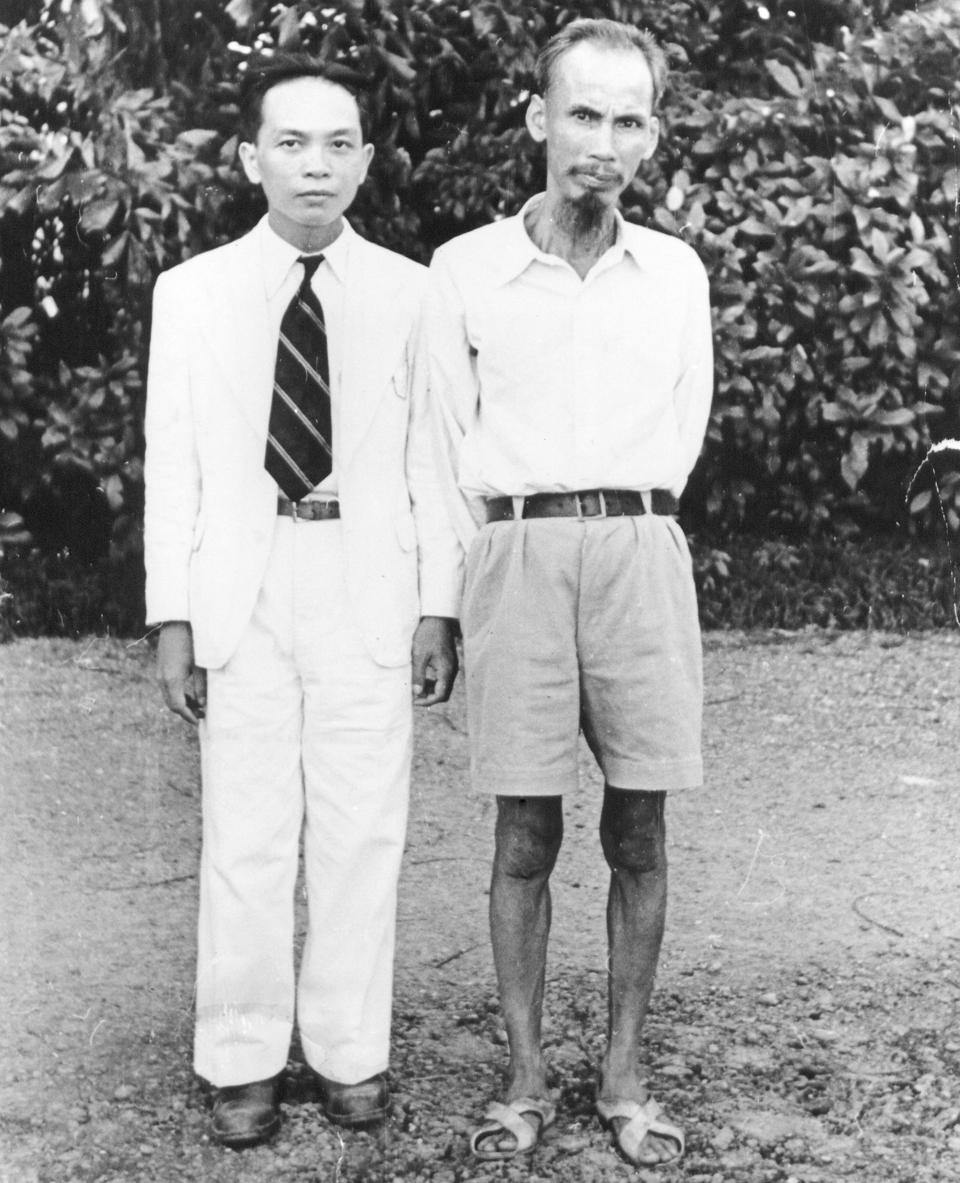
Giap e Ho Chi Mihn em Hanói, 1955.

Colocado o Partido Comunista na ilegalidade pelas autoridades francesas, segue-se a perseguição a seus militantes, Giap, junto com Ho Chi Minh e outros comunistas, foge em 1939 para a China. Lá inicia seu treinamento militar na tática de guerrilha.
A mulher de Giap é presa e morre na prisão, em consequência de torturas. Outros parentes seus também são mortos, inclusive seu pai, seu filho recém-nascido e alguns de seus irmãos.
No princípio da década de 1940, inicia sua carreira militar como conselheiro de Ho Chi Minh em operações de guerrilha na fronteira com a China. A China e o Vietnam sofriam à época a invasão japonesa que se prolongaria até 1945. Em 1941, participa da fundação da Liga Vietnamita para a Independência, mais conhecida como Viet Minh.
Quando os japoneses se rendem em 1945, Ho Chi Minh, aproveitando-se da confusão reinante, tomou o poder na parte norte do Vietnam, estabelecendo sua capital em Hanói. Giap foi nomeado Ministro da Defesa e comandante do Exército e forma o primeiro núcleo das Tropas de Libertação do Povo, com 34 homens.

### As duas fases daGuerra do Vietnam
Expulsos de Hanói por um contra-ataque francês, os nacionalistas se internam na selva e iniciam uma guerra de guerrilhas que se estenderá até 1954. A partir do núcleo inicial, Giap constituiu um aparato militar excepcional que surpreendeu os franceses na Batalha de Dien Bien Phu.
Os franceses, contando com superioridade numérica e em armamento, deslocaram tropas de paraquedistas da Legião Estrangeira por trás das posições inimigas, concentrando-a em grandes linhas ao longo do território, ao redor da fortaleza de Dien Bien Phu. Com isso queriam forçar os vietnamitas a um confronto direto, abandonando a tática de guerrilhas. Como os vietnamitas não contavam com artilharia, este confronto seria favorável aos franceses, que dispunham de canhões de longo alcance.
O general Giap então montou uma demorada operação de cerco contra os franceses. Milhares de civis — estima-se em 250 mil homens e mulheres — foram mobilizados para, por dentro das picadas da floresta fechada, a pé ou com bicicletas, trazerem em cestas ou à mão todo o equipamento de artilharia necessário para contrabalançar o poderio francês.

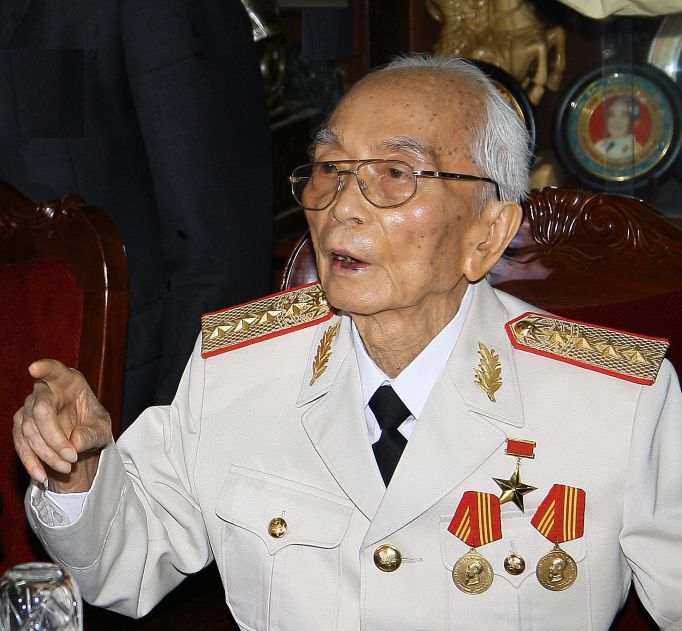
Giap em 2008

Da derrota dos franceses, resultou a divisão do Vietnam, o Norte governado pelos comunistas liderados por Ho Chi Minh e o Sul sob governos vinculados aos Estados Unidos. A partir de 1959, crescia a presença de tropas norte-americanas e seu envolvimento em operações de guerra, em apoio às tropas do Vietnam do Sul. Era a segunda fase da Guerra do Vietnam.
Giap, à frente do exército norte-vietnamita, derrotou as forças dos Estados Unidos com uma desgastante guerra de guerrilhas. Na chamada Ofensiva do Tet, suas tropas chegaram a combater nas ruas da capital do Vietnam do Sul, Saigon, o que levou os Estados Unidos a se retirarem do Vietnam. Em 1975, ocorreu a reunificação do país.
Giap continuou Ministro da Defesa e, por um curto período, foi Primeiro-Ministro do país. Mas em 1991 se retirou em definitivo da vida pública. Faleceu num hospital militar em Hanói, onde estava internado desde 2009 aos 102 anos de idade.
Contou sua experiência militar em três livros: Manual de Estratégia Subversiva, Como Vencemos a Guerra e Guerra do Povo, Exército do Povo.
Em 2011, o documentarista brasileiro Silvio Tendler, lançou o documentário: "Giap, Memórias Centenárias da Resistência".

## Morte
Giap faleceu no dia 4 de outubro de 2013, em um Hospital Militar em Hanoi, onde ele estava internado há quase quatro anos, aos 102 anos de idade.